# Pedro Fernández de Castro
Pedro Fernández de Castro el de la Guerra (m. Algeciras, junio de 1343) fue un ricohombre gallego e hijo de Fernando Rodríguez de Castro, señor de Lemos y Sarria, y de Violante Sánchez de Castilla, que era hija ilegítima del rey Sancho IV de Castilla.
Fue señor de Lemos, Monforte y Sarria, mayordomo mayor del rey Alfonso XI de Castilla, adelantado mayor de Andalucía, Galicia y Murcia, pertiguero mayor de Santiago y comendero de la Catedral de Lugo.

## Orígenes familiares
Era nieto por parte paterna de Esteban Fernández de Castro, señor de Lemos y Sarria, y de su esposa, Aldonza Rodríguez de León, nieta del rey Alfonso IX de León. Por parte materna era nieto de Sancho IV de Castilla, y de María de Meneses, señora de Ucero.  

## Biografía

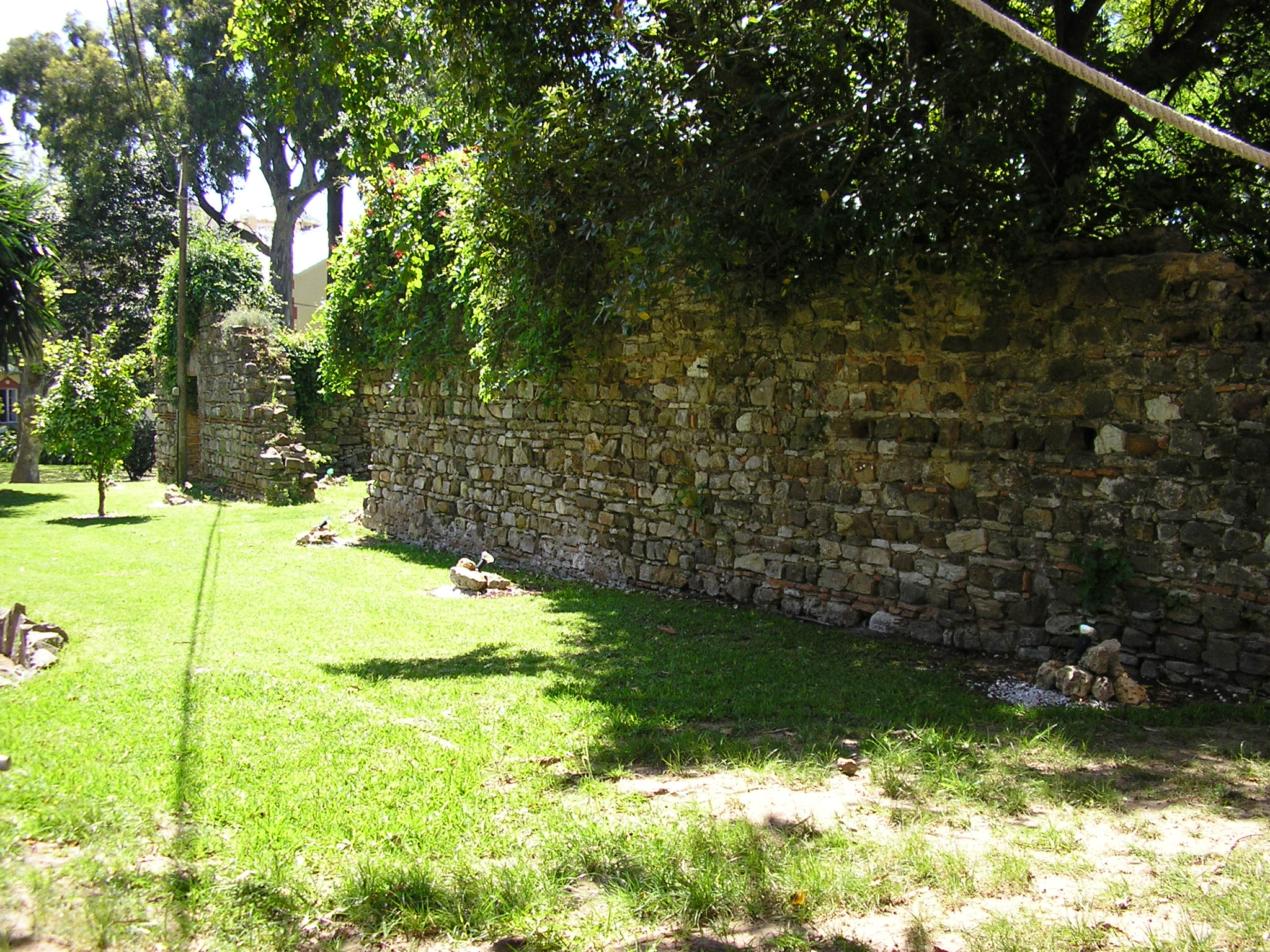
Mezquita y Aljama de Algeciras.

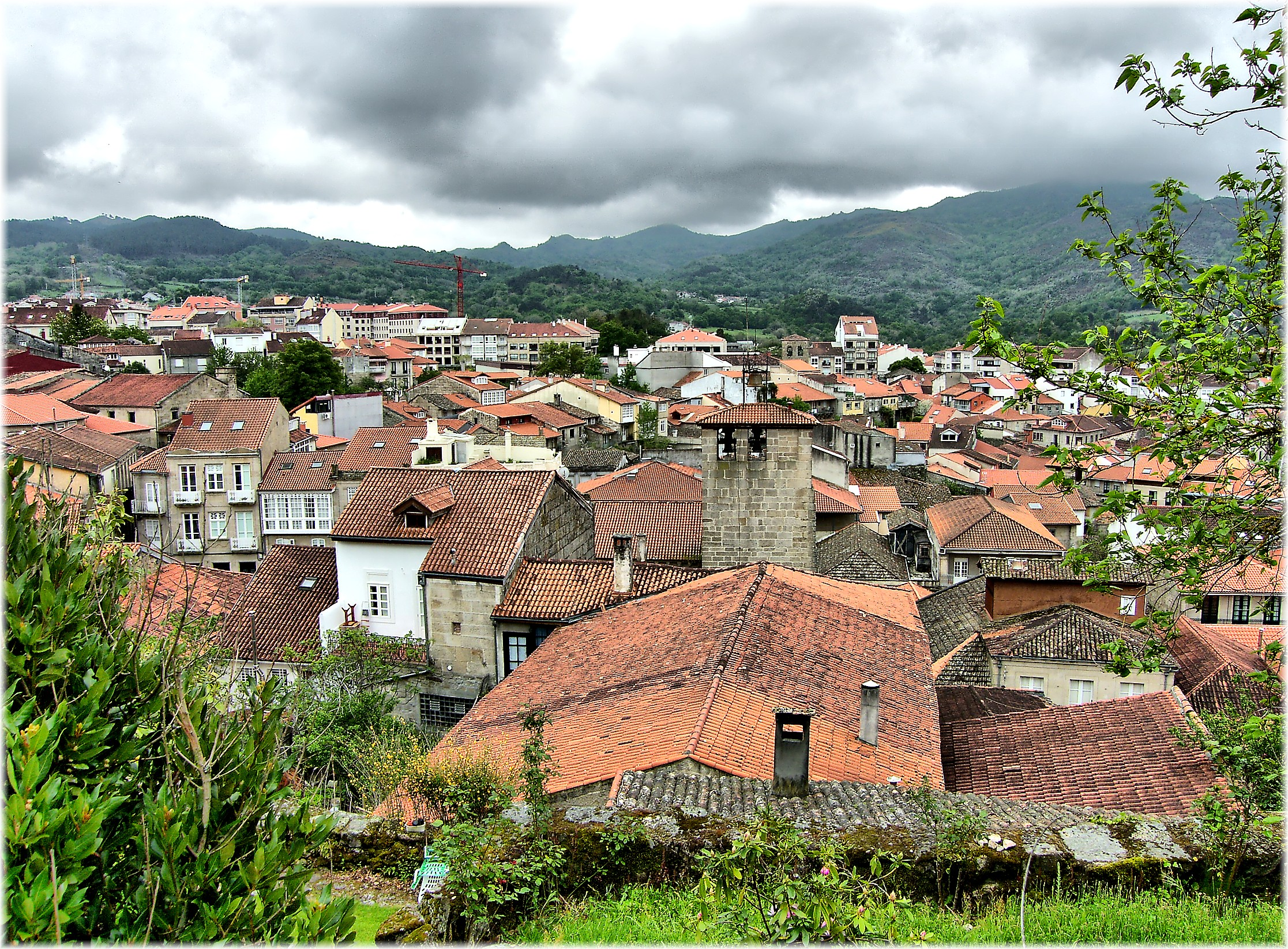
Vista de Allariz (Orense)

Cuando falleció su padre, Fernando Rodríguez de Castro, en 1304 en un combate contra el infante Felipe de Castilla, su madre le envió al reino de Portugal y lo entregó al noble Lorenzo Suárez de Valladares quien fue su ayo.  Se crio y educó junto con su primo el infante Pedro Alfonso de Portugal, conde de Barcelos, hijo ilegítimo de Dionisio I de Portugal. Posteriormente, hacia el año 1320,  regresó a Galicia..
En 1316, su madre Violante y Pedro firmaron un acuerdo para la partición de bienes mediante el cual, Violante tendría todas las pertenencias de su hijo en el reino de León así como el castillo de Villamartín en el reino de Castilla, mientras que Pedro también tendría vitaliciamente todo lo que su madre poseía en Galicia.  Ambos se comprometieron a nombrarse mutuamente herederos de dichos bienes.
Algunos años después, al tiempo que caía en desgracia Álvar Núñez Osorio, privado del rey y primer conde de Lemos, Pedro se convirtió en el hombre de confianza de Alfonso XI de Castilla, quien en 1332 le entregó el señorío de Lemos y el de Sarria, al tiempo que era nombrado pertiguero mayor de Santiago por el arzobispo de Santiago de Compostela Berenguel de Landoria. Posteriormente el rey le nombró mayordomo mayor del rey, en el año 1332.
En 1336 Alfonso IV de Portugal invadió el reino de Castilla y León y penetró en las tierras de Galicia. Sin embargo, Pedro Fernández de Castro se negó a combatir contra  el monarca portugués debido a los favores que en el pasado recibió hallándose en la corte de Portugal. También pudo que influyera en su decisión de no combatir a los portugueses la negativa de Alfonso XI a entregarle el condado de Trastámara, que el soberano tenía intención de entregar a su hijo Enrique.  Debido a sus dotes militares, Alfonso XI le envió a luchar contra los musulmanes en Andalucía, donde se libró la Batalla del Salado en 1340, donde la tradición refiere que Pedro Fernández de Castro le arrebató sus espuelas de oro al sultán de Marruecos Abu al-Hasan ben Uthman.
Participó en el Sitio de Algeciras de 1342, al que llevó sus mesnadas en compañía de las del arzobispo de Santiago de Compostela Martín Fernández, que también acudió.
En 1337 otorgó su primer testamento en la localidad gallega de Allariz y dispuso en él que a su muerte, su cadáver recibiera sepultura en el Monasterio de Santa María de Sobrado dos Monxes, situado en la provincia de La Coruña. En su primer testamento señalaba que deseaba ser enterrado amortajado con hábito, aunque disponía además ser sepultado con su espada:

...poñan conmigo hua espada miña, guarnida de ferro e huas esporas, en señal que foy caualeyro...

No obstante, otorgó un segundo testamento, otorgado el 18 de marzo de 1340 en el que dispuso que lo enterrasen en la Catedral de Santiago de Compostela, en una capilla fundada por él y dedicada a San Jorge y a Santa Úrsula, situada en el trascoro de la Catedral de Santiago, y que debería estar servida por tres capellanes, donando para ello en su testamento los cotos de Teis y Valladares, situados en la provincia de Vigo.
Pedro Fernández de Castro falleció en junio de 1343 durante el asedio de Algeciras, aunque otros autores afirman erróneamente que falleció en junio de 1342.

## Sepultura

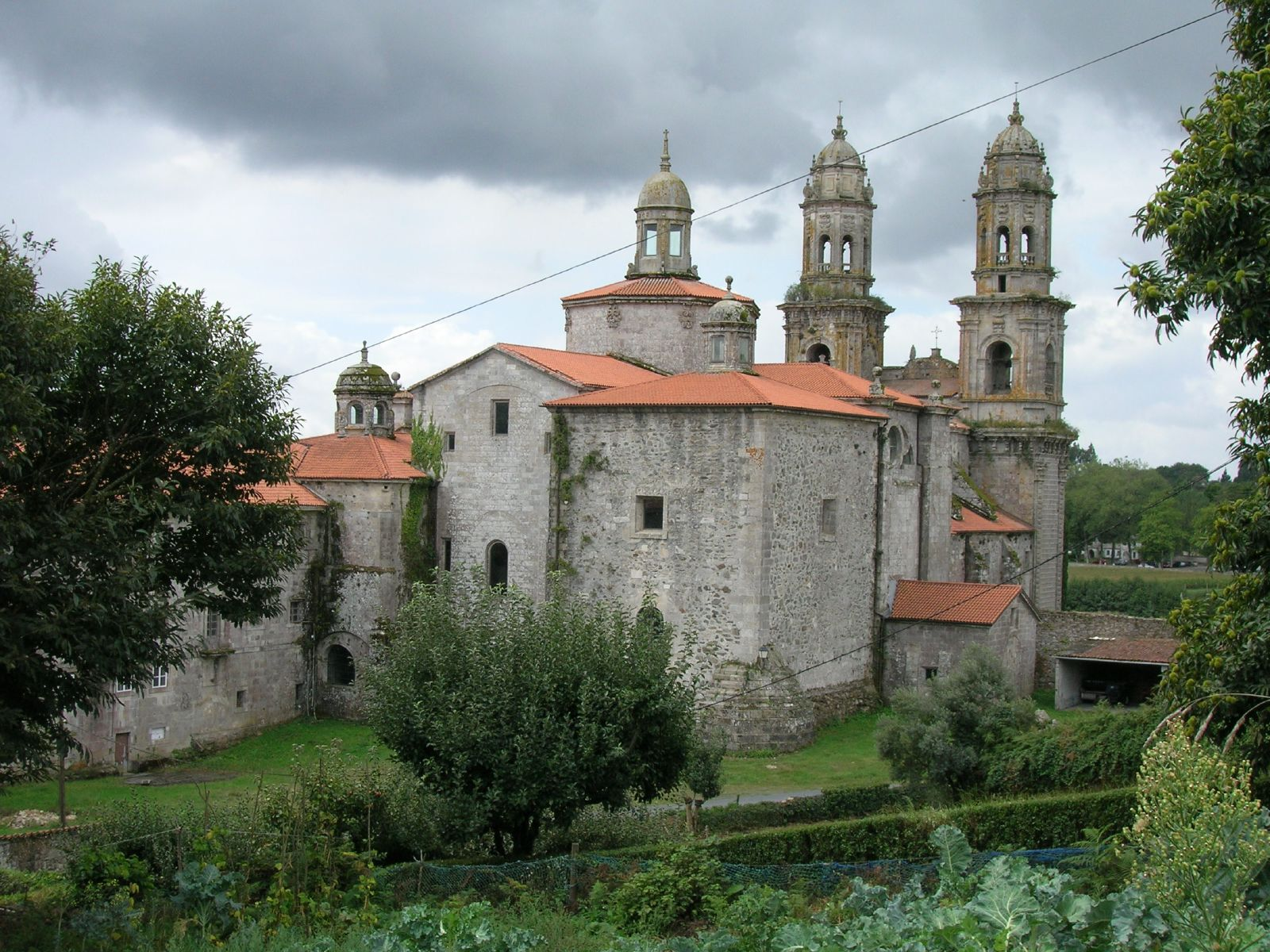
Monasterio de Santa María de Sobrado dos Monxes.

A su muerte, el cadáver de Pedro Fernández de Castro fue llevado a Galicia y sepultado en la Catedral de Santiago de Compostela, quedando sus restos mortales depositados en el trascoro de la Catedral compostelana. En el siglo XIX fue examinada su sepultura y se encontraron junto a sus restos mortales algunos trozos de seda, un broche y unas espuelas de oro, que se supone eran las del sultán de Marruecos Abu al-Hasan ben Uthman, de las que Pedro Fernández de Castro se había apoderado durante la Batalla del Salado.
No obstante lo anterior, el capitán Gregorio Menéndez Valdés dejó constancia en su obra Avisos históricos y políticos de el Capitán Don Gregorio Menéndez Valdés, publicada en 1774, de que en el Monasterio de Santa María de Sobrado dos Monxes, situado en la provincia de La Coruña, existía un sepulcro, adornado con el escudo de armas de Pedro Fernández de Castro, que era el usado por la rama gallega de los miembros de la Casa de Castro. Dicho sepulcro se hallaba colocado en la Capilla Mayor de la iglesia del Monasterio, en el lado del Evangelio, y en él se hallaba colocada una inscripción que decía: «Esta sepultura es de Don Pedro de Castro.»

## Matrimonios y descendencia

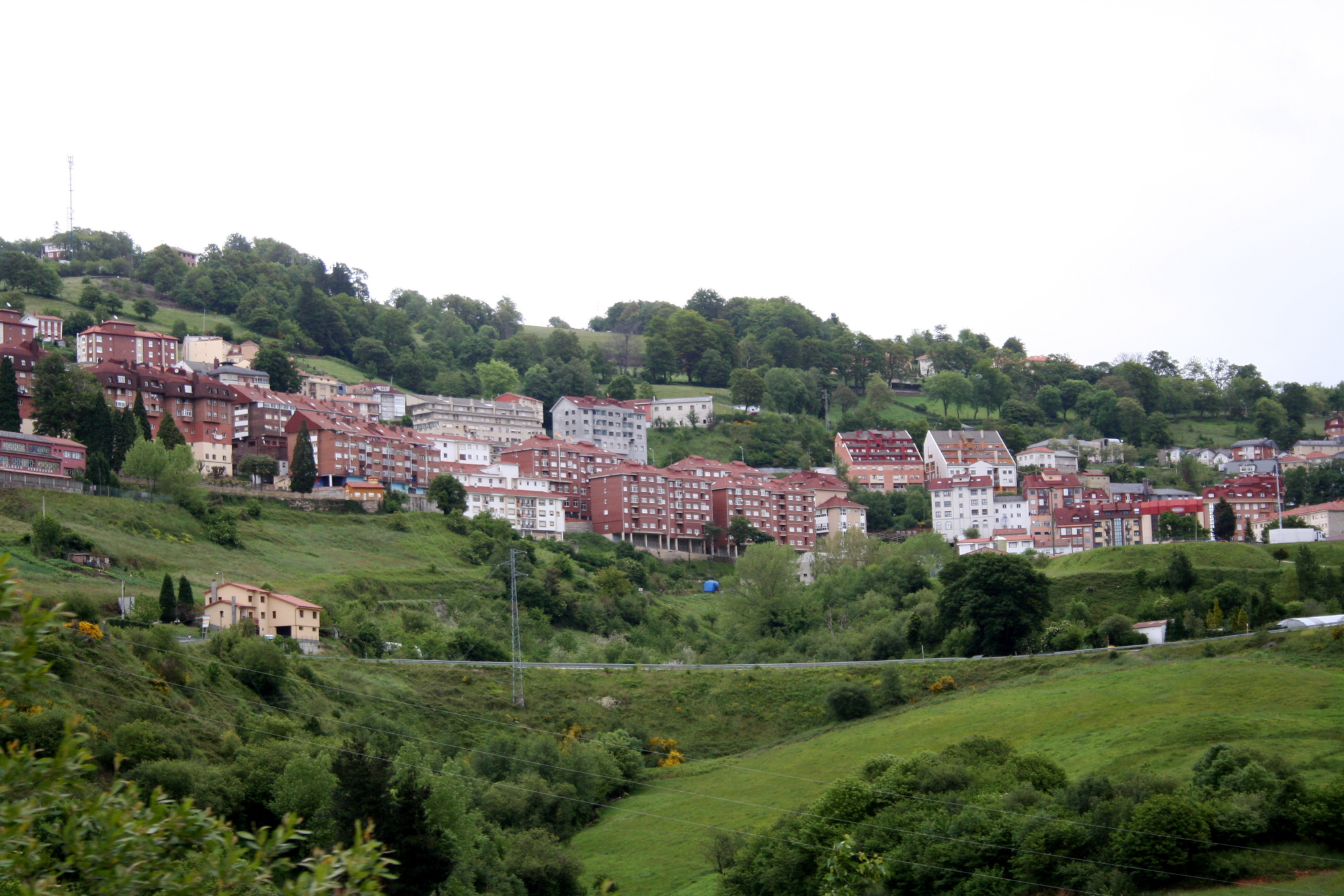
Vista de Tineo.

Se casó por primera vez con Beatriz de Portugal, hija del infante Alfonso de Portugal y de Violante Manuel y nieta de Fernando III de Castilla. No hubo descendientes de este primer matrimonio.
Contrajo matrimonio por segunda vez con Isabel Ponce de León, tataranieta del rey Alfonso IX de León e hija de Pedro Ponce de León, señor de Cangas y Tineo y Mayordomo mayor de Fernando IV, y de su esposa, Sancha Gil de Braganza. Fruto de este matrimonio nacieron los siguientes hijos:
- Fernán Ruiz de Castro (c. 1338-1375), señor de Lemos y Sarria, alférez y mayordomo mayor del rey Pedro I de Castilla.
- Juana de Castro (c. 1374). Contrajo dos matrimonios, el primero con Diego López de Haro, señor de Orduña y Valmaseda y después con Pedro I de Castilla.

Fruto de su relación extramatrimonial con Aldonza Lorenzo de Valladares, posiblemente la hija de su ayo en Portugal, Lorenzo Suárez de Valladares, y de Sancha Núñez de Chacín nació:
- Inés de Castro, esposa de Pedro I de Portugal. Se encuentra sepultada junto a su esposo en el Monasterio de Alcobaza.[17]
- Álvaro Pérez de Castro, conde de Arraiolos, señor de Cadaval y Ferreira y Condestable de Portugal.[18]

| Predecesor: Álvar Núñez Osorio             | Señor de Lemos, Monforte y Sarria 1329-1343 | Sucesor: Fernán Ruiz de Castro        |
| Predecesor: Fernando Rodríguez de Valbuena | Mayordomo mayor del rey 1332-1342           | Sucesor: Juan Núñez III de Lara       |
| Predecesor: Vasco Rodríguez de Cornado     | Adelantado mayor de Andalucía 1336-1343     | Sucesor: Fadrique Alfonso de Castilla |
| Predecesor: Álvar Núñez Osorio             | Pertiguero mayor de Santiago 1329-1343      | Sucesor: Fernán Ruiz de Castro        |
| Predecesor: Felipe de Castilla             | Comendero de la Iglesia de Lugo 1328-1343   | Sucesor:                              |
| Predecesor: Alfonso Fernández de Saavedra  | Adelantado mayor de Murcia 1336-1337        | Sucesor: Pedro de Jérica              |